# Rammelsbergit
Rammelsbergit ist ein eher selten vorkommendes Mineral aus der Mineralklasse der „Sulfide und Sulfosalze“ mit der chemischen Zusammensetzung NiAs2 und damit chemisch gesehen Nickeldiarsenid.
Rammelsbergit kristallisiert im orthorhombischen Kristallsystem, bildet jedoch nur selten gute entwickelte Kristalle mit tafeligem bis kurzprismatischem Habitus aus. Meist findet er sich in Form körniger bis massiger, radialstrahliger oder faseriger Mineral-Aggregate. Bekannt sind auch Kristallzwillinge und Pseudomorphosen unter anderem nach gediegen Silber.
Das Mineral ist in jeder Form undurchsichtig (opak). Frische Mineralproben sind von zinnweißer Farbe mit einem Stich nach Rosa und weisen einen starken metallischen Glanz auf. Mit der Zeit laufen diese allerdings an und werden dunkel. Auf der Strichtafel hinterlässt Rammelsbergit einen grauschwarzen Strich.

## Etymologie und Geschichte
Rammelsbergit ist schon seit langer Zeit bekannt, das Mineral wurde erstmals 1845 von Wilhelm von Haidinger beschrieben. Die Typlokalität befindet sich in der Nähe von Schneeberg im Erzgebirge. Benannt ist das Mineral nach dem deutschen Mineralogen Carl Rammelsberg.
Das Mineral ist von der International Mineralogical Association anerkannt, wird jedoch, da die Entdeckung vor der Gründung 1959 stattfand, mit der Bezeichnung G für „Grandfathered“ geführt.

## Klassifikation
Bereits in der veralteten 8. Auflage der Mineralsystematik nach Strunz gehörte der Rammelsbergit zur Mineralklasse der „Sulfide und Sulfosalze“ und dort zur Abteilung der „Sulfide mit [dem Stoffmengenverhältnis] M : S < 1 : 1“, wo er zusammen mit Löllingit und Safflorit sowie im Anhang mit Froodit und Pararammelsbergit (Para-Rammelsbergit) die „Löllingit-Reihe“ mit der System-Nr. II/C.08 bildete.
Im Lapis-Mineralienverzeichnis nach Stefan Weiß, das sich aus Rücksicht auf private Sammler und institutionelle Sammlungen noch nach dieser alten Form der Systematik von Karl Hugo Strunz richtet, erhielt das Mineral die System- und Mineral-Nr. II/D.23-30. In der „Lapis-Systematik“ entspricht dies der Abteilung „Sulfide mit [dem Stoffmengenverhältnis] Metall : S,Se,Te < 1 : 1“, wo Rammelsbergit zusammen mit Costibit, Löllingit, Nisbit, Oenit, Safflorit und Seinäjokit die „Löllingit-Gruppe“ bildet (Stand 2018).
Die seit 2001 gültige und von der International Mineralogical Association (IMA) bis 2009 aktualisierte 9. Auflage der Strunz’schen Mineralsystematik ordnet den Rammelsbergit in die Abteilung der „Metallsulfide mit M : S ≤ 1 : 2“ ein. Diese ist allerdings weiter unterteilt nach dem genauen Stoffmengenverhältnis und den in der Verbindung vorherrschenden Metalle, so dass das Mineral entsprechend seiner Zusammensetzung in der Unterabteilung „M : S = 1 : 2, mit Fe, Co, Ni, PGE usw.“ zu finden ist, wo es zusammen mit Anduoit, Klinosafflorit, Löllingit, Nisbit, Omeiit und Safflorit ebenfalls die „Löllingitgruppe“ mit der System-Nr. 2.EB.15a bildet.
Auch die vorwiegend im englischen Sprachraum gebräuchliche Systematik der Minerale nach Dana ordnet den Rammelsbergit in die Klasse der „Sulfide und Sulfosalze“ und dort in die Abteilung der „Sulfidminerale“ ein. Hier ist er zusammen mit Markasit, Ferroselit, Frohbergit, Hastit (2009 diskreditiert, da identisch mit Ferrosilit), Mattagamit, Kullerudit, Omeiit, Anduoit, Löllingit, Seinäjokit, Safflorit und Nisbit in der „Markasitgruppe (Orthorhombisch: Pnnm)“ mit der System-Nr. 02.12.02 innerhalb der Unterabteilung „Sulfide – einschließlich Seleniden und Telluriden – mit der Zusammensetzung AmBnXp, mit (m + n) : p = 1 : 2“ zu finden.

## Chemismus
In der theoretisch idealen, das heißt stoffreinen Zusammensetzung von Rammelsbergit (NiAs2) besteht das Mineral aus Nickel (Ni) und Arsen (As) im Stoffmengenverhältnis von 1 : 2. Dies entspricht einem Massenanteil (Gewichts-%) von 28,15 Gew.-% Ni und 71.85 Gew.-% As.
Natürliche Rammelsbergit-Proben können allerdings bis zu 2,6 Gew.-% Cobalt (Co) und 2,4 Gew.-% Schwefel (S) enthalten. Mikrosondenanalysen an Mineralproben aus der University-Mine nahe Cobalt in der kanadischen Provinz Ontario ergaben neben 1,8 Gew.-% Co und 2,03 Gew.-% S noch geringe Beimengungen von 0,83 Gew.-% Antimon (Sb). Relativ stoffreine Proben mit nur 0,5 Gew.-% Co, 0,4 Gew.-% S und 0,1 Gew.-% Eisen (Fe) fanden sich in den Kupfergruben bei Coniston in der englischen Grafschaft Cumbria.

## Kristallstruktur
Rammelsbergit kristallisiert orthorhombisch mit der Raumgruppe Pnnm (Raumgruppen-Nr. 58) und den Gitterparametern a = 4,76 Å; b = 5,80 Å und c = 3,54 Å sowie 2 Formeleinheiten pro Elementarzelle.

## Eigenschaften
Mit einer Mohshärte von 5,5 bis 6 gehört Rammelsbergit zu den mittelharten Mineralen, die sich ähnlich wie das Referenzmineral Orthoklas mit einer Stahlfeile ritzen lassen. Auf mechanische Belastungen reagiert er allerdings spröde und bricht mit uneben geformter Bruchfläche.

## Modifikationen und Varietäten
Die Verbindung NiAs2 ist dimorph und kommt in der Natur neben dem orthorhombisch kristallisierenden Rammelsbergit noch als kubisch kristallisierender Krutovit und als ebenfalls orthorhombisch, allerdings in einer anderen Raumgruppe kristallisierender Pararammelsbergit vor.

## Bildung und Fundorte

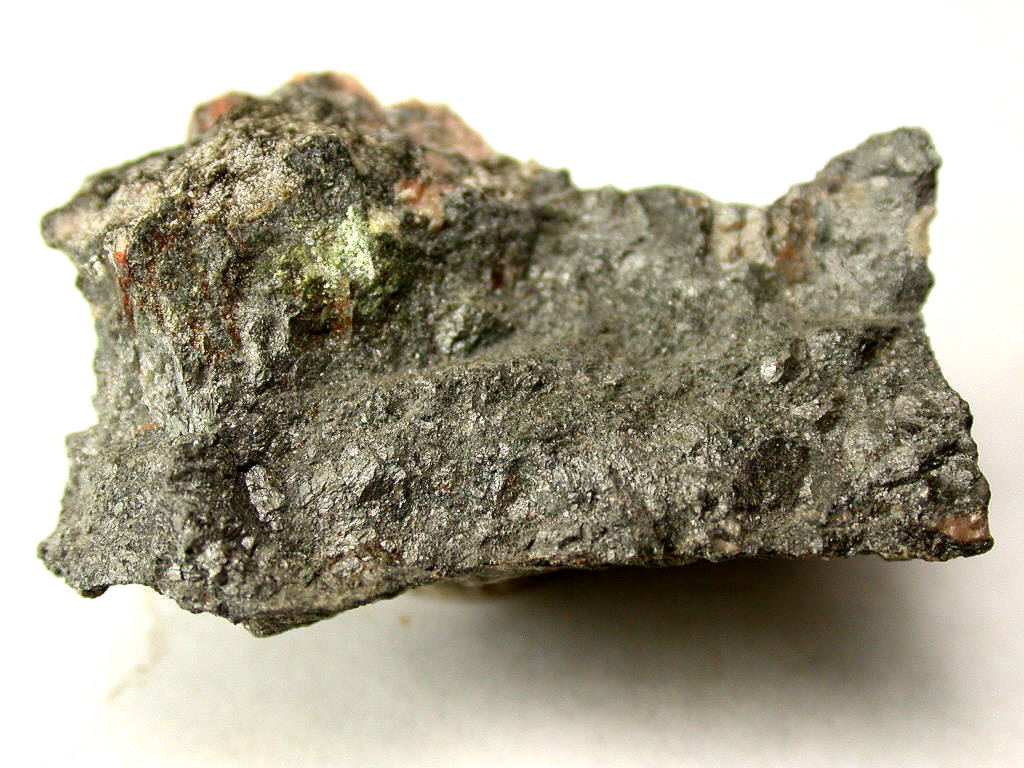
Dunkel angelaufene Rammelsbergitprobe aus Eisleben, Mansfeld-Becken, Sachsen-Anhalt (Größe: 3,8 × 2,6 cm)

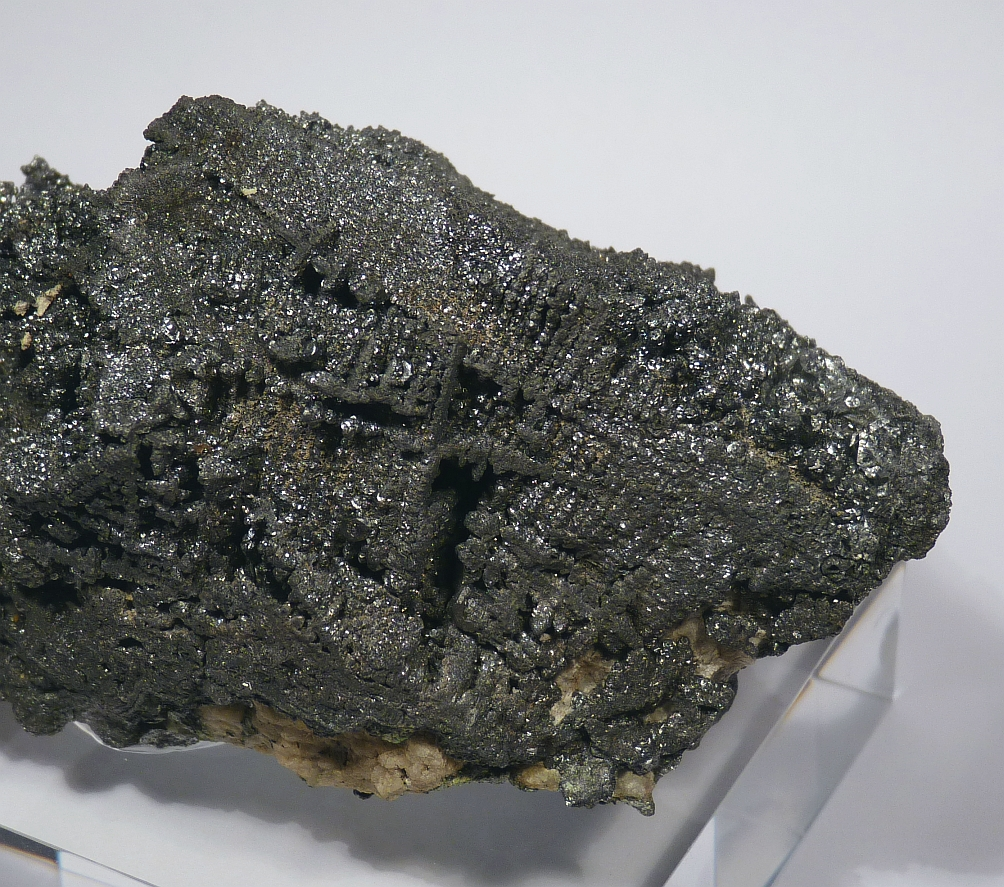
Rammelsbergit-Pseudomorphose nach gediegen Silber aus Měděnec (deutsch Kupferberg), Erzgebirge, Tschechien (Gesamtgröße: 9 × 6,5 cm)

Rammelsbergit bildet sich als Sekundärmineral in hydrothermalen Adern bei mittleren Temperaturen. Zusammen mit diesem werden auch andere Nickel-Cobalt-Minerale gebildet. Häufig ist das Mineral verwachsen mit Skutterudit zu finden, wird aber auch in Paragenese mit Algodonit, Domeykit, Löllingit, Nickelin, Safflorit und Uraninit sowie gediegen Bismut und Silber angetroffen. Durch Verwitterung hat das Mineral gelegentlich einen Überzug aus grünem Annabergit.
Als eher seltene Mineralbildung kann Rammelsbergit an verschiedenen Fundorten zum Teil zwar reichlich vorhanden sein, insgesamt ist er aber wenig verbreitet. Weltweit sind bisher (Stand: 2021) rund 250 Fundstätten dokumentiert.
In Deutschland liegen Fundorte unter anderem im Erzgebirge, Harz, Schwarzwald und im Mansfelder Land. Weitere europäische Länder mit Rammelsbergit-Funden sind Österreich (unter anderem bei Lölling in Kärnten), Tschechien, Frankreich, Griechenland, Italien, Spanien und Großbritannien.
Außerhalb Europas findet man Rammelsbergit vor allem in Nordamerika (Vereinigte Staaten, Kanada).